# Solisorex pearsoni
Solisorex pearsoni là một loài động vật có vú trong họ Chuột chù, bộ Soricomorpha. Loài này được Thomas mô tả năm 1924.